# Bułgaria Wołżańsko-Kamska

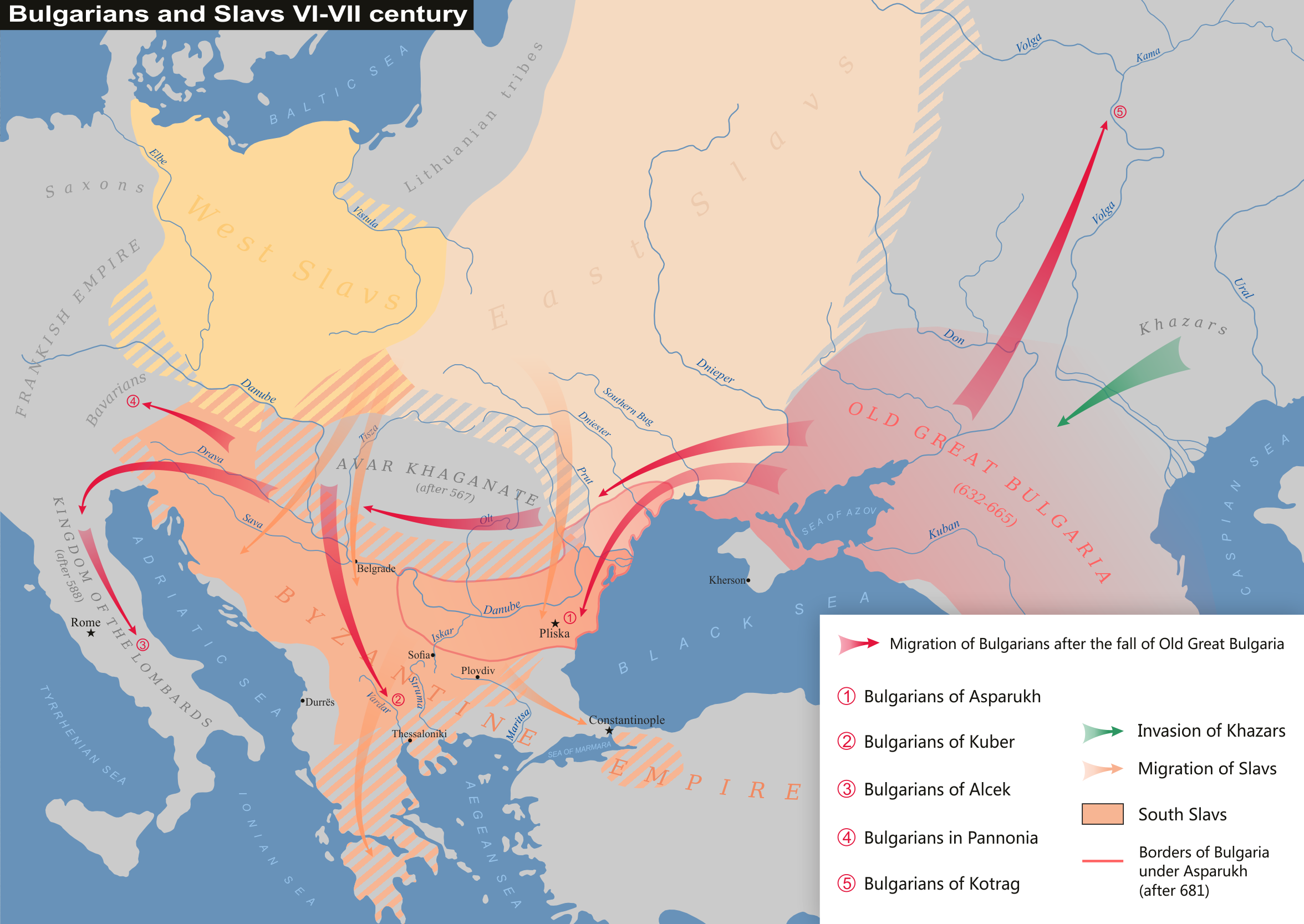
Bułgaria Kamska w VII wieku

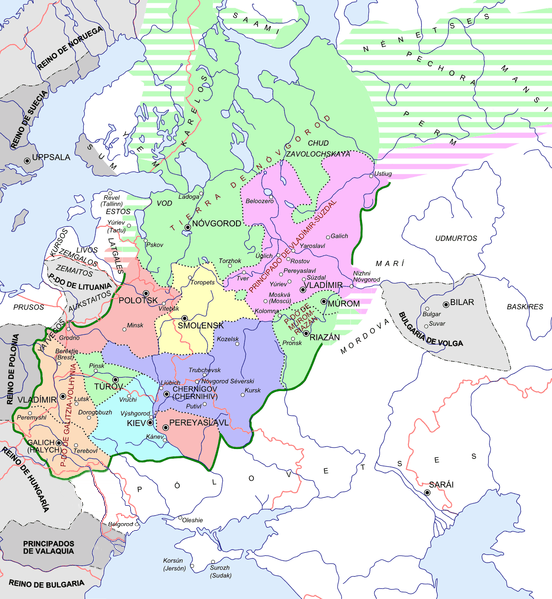
Bułgaria Kamska i Ruś Kijowska około 1237 roku

Bułgaria Wołżańsko-Kamska lub Bułgaria Kamska – historyczne państwo, istniejące między VII a XIII wiekiem na obszarze dorzeczy rzek Wołgi i Kamy, na terenie dzisiejszej zachodniej Rosji. Obecnie za spadkobierców terytorialnych i kulturalnych państwa Bułgarii Wołżańsko-Kamskiej uważają się autonomiczne republiki Tatarstanu i Czuwaszji.

## Początki
Pierwsze informacje o istnieniu Bułgarii Kamskiej spotykane są rzadko i w bardzo różnych źródłach. Z powodu braku rodzimych, bułgarskich, zapisków większość informacji pochodzi ze źródeł arabskich, perskich, hinduskich i ruskich. Pierwsze pisemne wzmianki o Bułgarii Wołżańsko-Kamskiej pochodzą z X wieku. Wśród nich najważniejszą jest relacja Ibn Fadlana, który jako poseł kalifa bagdadzkiego odwiedził Bułgarię Wołżańsko-Kamską w latach 921–922. Wiele informacji dostarczyły również wykopaliska prowadzone na obszarze dawnego państwa.
Uważa się, że terytorium Bułgarii Wołżańsko-Kamskiej było początkowo zamieszkane przez plemiona ugrofińskie. Protobułgarzy przywędrowali na te tereny około 660 roku n.e. po upadku Wielkiej Bułgarii, której przywódcą był Kubrat. Wedle relacji Teofanesa i Nicefora Protobułgarzy przywędrowali pod wodzą drugiego syna Kubrata, Kotraga. Trzeci syn Kubrata, Asparuch, osiedlił się w dorzeczu Dunaju, na terenach obecnej Bułgarii, gdzie Protobułgarzy zasymilowali się ze Słowianami, przyjęli słowiański język i wiarę prawosławną.
Większość uczonych zgadza się z tezą, że Bułgaria Kamska była częścią ogromnego Kaganatu Chazarskiego. W IX wieku rozpoczął się proces jednoczenia plemion protobułgarskich. Założono nową stolicę w Bułgarze Wielkim, przy ujściu Kamy do Wołgi, około 160 km na południe od dzisiejszego Kazania. Większość uczonych wątpi, by Bułgaria Kamska mogła znieść zależność od Kagantu Chazarskiego przed jego zniszczeniem przez księcia Rusi Kijowskiej Światosława I w 965 roku.

## Rozkwit państwa
Panując nad Wołgą i Kamą w X i XI wieku, Bułgaria Kamska kontrolowała większą część handlu między Europą a Azją w okresie przed krucjatami, które otworzyły nowe szlaki handlowe. Stolica, Bułgar Wielki, była dobrze prosperującym miastem, porównywalnym wielkością i bogactwem z największymi ośrodkami świata islamskiego. Partnerami handlowymi Protobułgarów byli m.in. wikingowie, Bjarmanowie i Nieńcy na północy, Arabowie i Bizantyjczycy na południu i Chińczycy na wschodzie. Innymi dużymi miastami państwa były: Bilär, Suar, Kazań i Cükätaw. Obecne miasta Kazań i Jełabuga zostały założone przez Protobułgarów jako fortece graniczne.
Księstwa ruskie, położone na zachód od Bułgarii Kamskiej, były jedynie źródłem militarnego zagrożenia, w XI wieku państwo było niszczone przez liczne najazdy ruskie. W XII i XIII wieku władcy Włodzimierza (Andrzej I Bogolubski i Wsiewołod III), pod pretekstem obrony wschodnich granic swojego księstwa, systematycznie plądrowali miasta Protobułgarów. Pod słowiańskim naciskiem z zachodu, Protobułgarzy zmuszeni byli przenieść stolicę z Bułgaru do Bilär.

## Upadek
We wrześniu 1223 roku oddział Mongołów pod wodzą Urana, jednego z wodzów Czyngis-chana, wkroczył do Bułgarii Kamskiej, jednak został pokonany przez wojska chana Gabdula Chelbira. W 1236 Mongołowie ponownie zaatakowali Bułgarię, jednak podporządkowanie sobie całego kraju zajęło im aż pięć lat. Tereny Bułgarii Kamskiej weszły w skład Złotej Ordy, zaś w latach 30. XV wieku założono tutaj Chanat Kazański.